# Puebla de la Reina
Puebla de la Reina es un municipio de España perteneciente a la provincia de Badajoz, en la comunidad autónoma de Extremadura. Tiene una población de 695 habitantes (INE 2024).

## Geografía
Se sitúa cerca de Palomas, del otro lado del arroyo Palomillas. Pertenece a la comarca de Tierra de Barros y al partido judicial de Villafranca de los Barros.

## Historia
En 1594 formaba parte de la provincia León de la Orden de Santiago y contaba con 198 vecinos pecheros.
A la caída del Antiguo Régimen la localidad se constituye en municipio constitucional en la región de Extremadura. Desde 1834 quedó integrado en el partido judicial de Almendralejo. En el censo de 1842 contaba con 150 hogares y 606 vecinos.
A mediados del siglo XIX la villa tenía contabilizadas 123 casas. Aparece descrita en el decimotercer volumen del Diccionario geográfico-estadístico-histórico de España y sus posesiones de Ultramar de Pascual Madoz de la siguiente manera:

PUEBLA DE LA REINA: v. con ayunt. en la prov. de Badajoz (14 leg.), part. jud. de Almendralejo (5), aud. terr. de Cáceres (17), dióc. de San Marcos de León (Llerena), c. g. de Estremadura. sit. en un espacioso valle, goza de clima templado, reinan los vientos E. y O., y se padecen intermitentes: tiene 123 casas; la del ayunt., cárcel, pósito; escuela dotada con 1,500 rs. por los vec, á la que asisten 60 niños de ambos sexos; igl. parr. (Sta. Olalla), con curato de entrada y de provision de S. M., á propuesta del Tribunal Especial de las Ordenes Militares, como perteneciente á la de Santiago; y una ermita desmantelada con el titulo de los Mártires, que sirve de cementerio. Se surte de aguas potables en una fuente con dos caños abundantes y de buena calidad, cuya cañeria viene por bajo de un arroyo cubierto de adelfas, las cuales comunican á las aguas alguna influencia perjudicial á la salud. Confina el térm. por N. con la Oliva de Mérida; E. Retamar y Campillo; S. Hornachos; O. Palomas y Villafranca de los Barros, á dist. de 1/2 leg. á 2 y comprende 13,600 fan. de tierra distribuidas en cinco deh. de puro pasto; dos de lo mismo y arbolado de encina, y tres mas pequeñas tambien de pasto, que conservan los propios, denominándose la Donosa, del Aguila, Perdigosa, Argamasa, Calerizos, Retuerta, Retamares, Sierra del Madroño, Dehesilla y Navazo; quedando solamente 1,400 fan. de labor, que alternan por mitad cada año. Circula al pueblo por E. el arroyo del Pilar y á 1 /4 leg. el riach. Palomillas, que ambos corren solo en el invierno. El terreno es llano, con mucha parte pizarroso y árido, cubierto de jarales, madroños y otras matas: los caminos vecinales: el correo se recibe en Almendralejo por el balijero de Hornachos dos veces á la semana. prod.: trigo, cebada, garbanzos, habas, avena, centeno, poco aceite y menos vino; se mantiene ganado lanar, cabrio, vacuno, de cerda, colmenas y 84 pares de labor, y se cria caza de todas clases: ind. y comercio: dos molinos harineros; se trafica en los frutos del pais. pobl.: 150 vec., 606 almas. cap. prod.: 2.005,200 rs. imp.: 64,103. contr.: 11,295 rs. 1 mrs. presupuesto municipal, 7,225 rs. 28 mrs., del que se pagan 1,500 al secretario por su dotacion, y se cubre con el producto de propios consistentes en el quinto de los retamares, la Dehesilla y algunos valdios, repartido todo para labor y pastos.
(Madoz, 1849, p. 254)

Hasta 1873 perteneció a la diócesis del Priorato de San Marcos de León, fecha a partir de la cual pasó a la jurisdicción de la diócesis de Badajoz.

## Demografía
Puebla de la Reina cuenta con una población de 695 habitantes (INE 2024).
| Gráfica de evolución demográfica de Puebla de la Reina entre 1842 y 2021                                              |
| |
| Población de derecho según los censos de población del INE. Población de hecho según los censos de población del INE. |

## Patrimonio

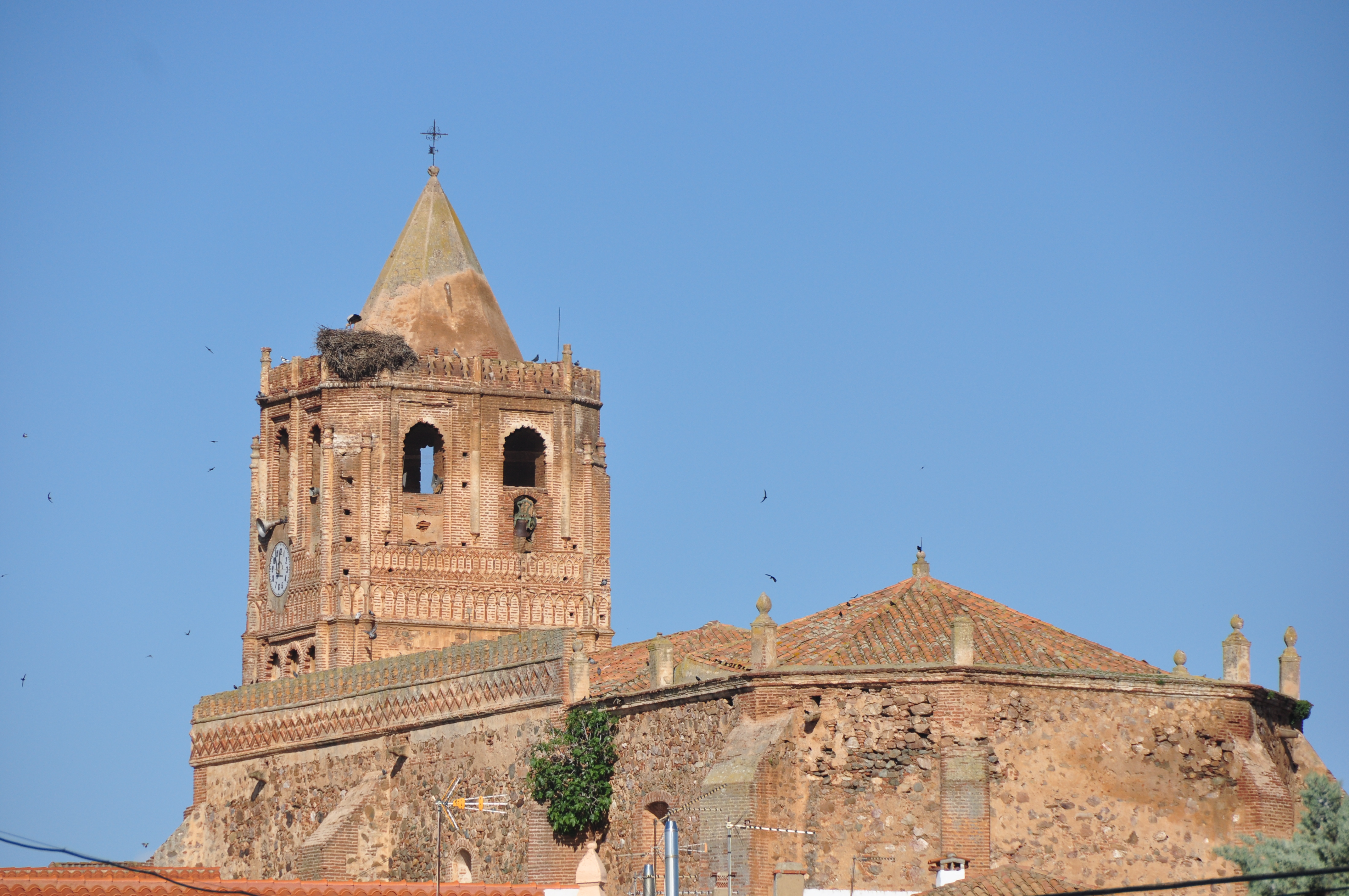
Iglesia de Santa Olalla

En la localidad se encuentra la iglesia de Santa Olalla. Se trata de una iglesia parroquial católica bajo la advocación de Santa Olalla, en la Archidiócesis de Mérida-Badajoz.